# 梅尼厄 (索姆省)
梅尼厄（法語：Meigneux，法語發音：[mɛɲø] ⓘ）是法国上法蘭西大區索姆省的一个市镇，属于亚眠区。

## 地理
梅尼厄（49°45'53"N, 1°53'41"E）面积3.97 平方千米，位于法国上法蘭西大區索姆省，该省份为法国北部沿海省份，北起加来海峡省和北部省，西接滨海塞纳省和大西洋英吉利海峡，南至瓦兹省，东临埃纳省。
与梅尼厄接壤的市镇（或旧市镇、城区）包括：科利耶尔、埃普莱西耶、埃斯康、利涅尔沙特兰、马尔莱尔、圣塞格雷。

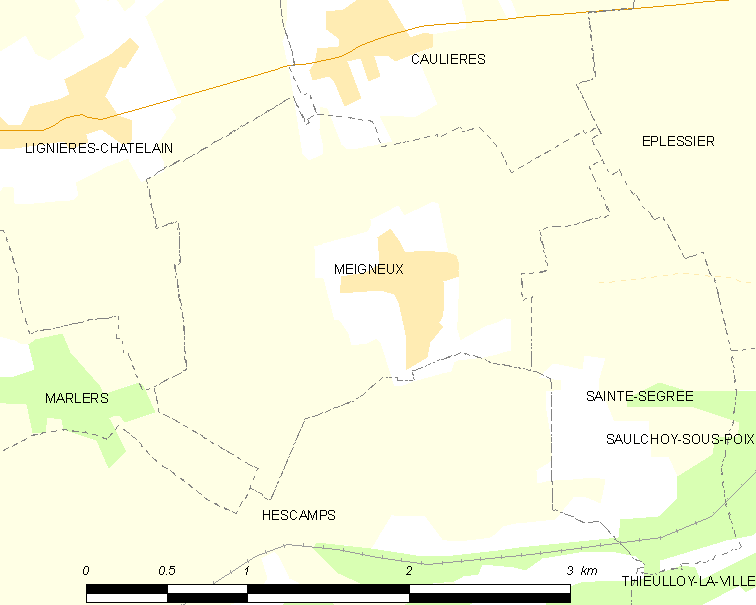
的OSM定位图

梅尼厄的时区为UTC+01:00、UTC+02:00（夏令时）。

## 行政
梅尼厄的邮政编码为80290，INSEE市镇编码为80525。

## 政治
梅尼厄所属的省级选区为皮卡第地区普瓦县。

## 人口

1962-2008年间人口变化图示

梅尼厄于2022年1月1日时的人口数量为179人。